# Гастрохилюс
Гастрохилюс, или Гастрохилус (лат. Gastrochilus) — род эпифитных и литофитных травянистых растений семейства Орхидные.
Аббревиатура родового названия в промышленном и любительском цветоводстве — Gchls.
Название происходит от др.-греч. γαστήρ — живот и χεῖλος — губа.

## Биологическое описание
Небольшие моноподиальные растения с коротким или длинным стеблем и двурядными кожистыми листьями.
Корни многочисленные, довольно толстые, в основном воздушные, покрыты веламеном.
Цветонос обычно короткий с многочисленными небольшими цветками.
Цветки мясистые, выразительные. Чашелистики и лепестки оттопыренные. Губа сросшаяся с основанием колонки, мешковидная. Средняя лопасть широкая и округлённая, почти плоская, иногда волосистая или бахромчатая, направлена вперёд. Колонка короткая и крепкая. Бороздчатых поллиниев — два.

## Распространение
Представители рода Gastrochilus распространены на значительной части тропической и субтропической Азии. 
 Гималаи, Непал, Индия, Вьетнам, Таиланд, Шри-Ланка, Китай, Филиппины, юг Хонсю и т. д.

## Систематика
В настоящее время виды рода Gastrochilus разделены на три секции.
- Секция Caespitosi Z.H. Tsi

(Gastrochilus xuanenensis и Gastrochilus rantabunensis).
- Секция Microphyllae Bentham & Hook.f

(Gastrochilus affinis, Gastrochilus pseudodistichus, Gastrochilus formosanus и Gastrochilus saccatus).
- Секция Gastrochilus

(Gastrochilus acutifolius и Gastrochilus yunnanensis, Gastrochilus obliquus, Gastrochilus pechei, Gastrochilus hainanensis).
Систематика рода не устоявшаяся. В роду (по данным Королевских ботанических садов в Кью): 151 известный описанный вид, из них:
- 52 официально приняты.
- 98 синонимы (в том числе и в других родах).
- статус 1 вида под вопросом.

### Список видов
- Gastrochilus acaulis (Lindl.) Kuntze 1891
- Gastrochilus acinacifolius Z.H.Tsi 1989
- Gastrochilus acutifolius (Lindl.) Kuntze 1891 — Гастрохилюс остролистный
- Gastrochilus affinis (King & Pantl.) Schltr.
- Gastrochilus alatus X.H.Jin & S.C.Chen 2007
- Gastrochilus angustifolius Hallier f. 1898
- Gastrochilus arunachalensis A.N.Rao 1992
- Gastrochilus bellinus (Rchb.f.) Kuntze 1891 — Гастрохилюс красивый
- Gastrochilus calceolaris (Buch.-Ham. ex Sm.) D.Don 1825 typus
- Gastrochilus carnosus Z.H.Tsi 1996
- Gastrochilus ciliaris Maek. 1936

- Gastrochilus corymbosus A.P.Das & Chanda 1988
- Gastrochilus dasypogon (Sm.) Kuntze 1891
- Gastrochilus distichus (Lindl.) Kuntze 1891

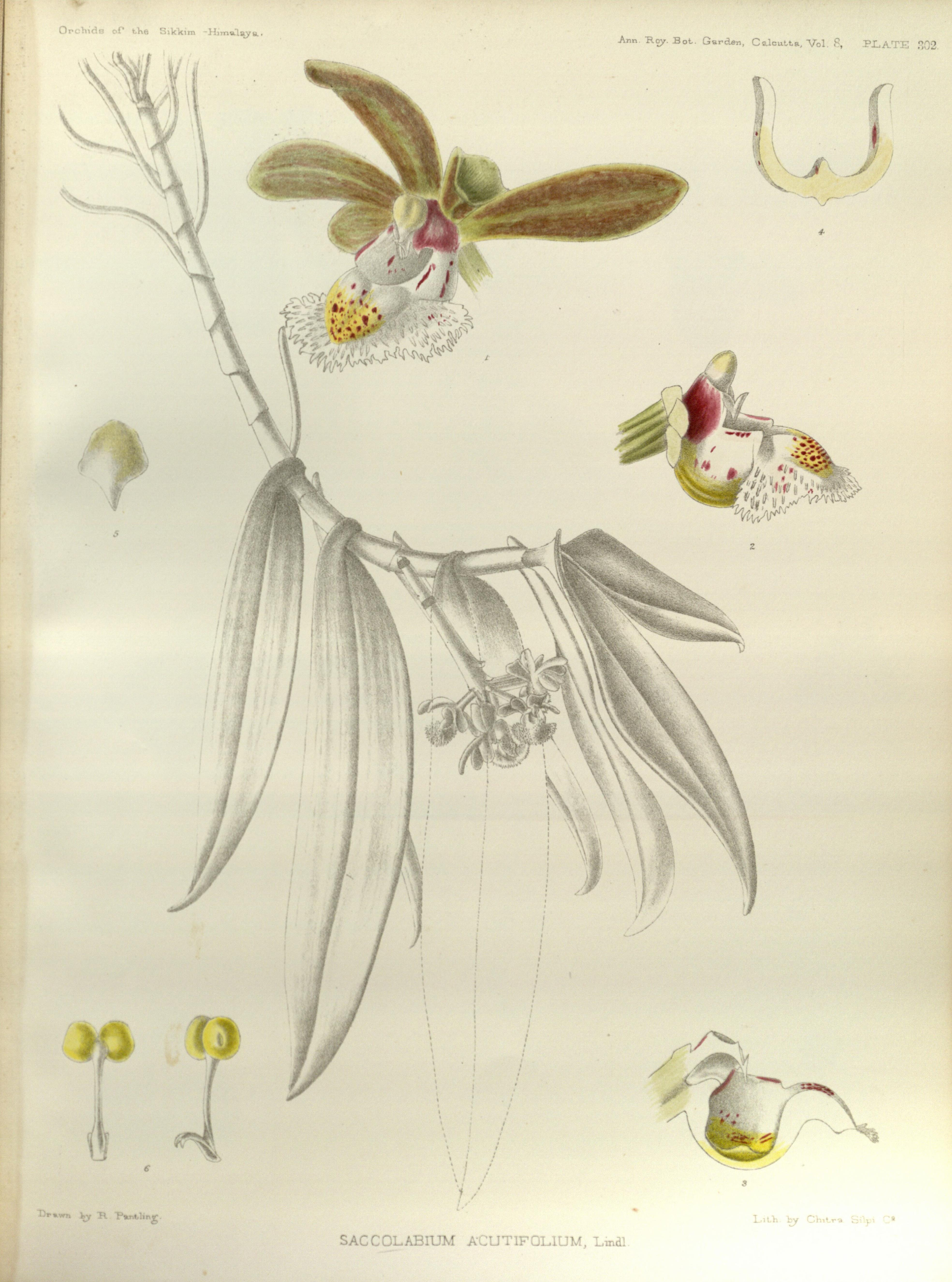
Gastrochilus acutifolius

- Gastrochilus flabelliformis (Blatt. & McCann) C.J.Saldanha 1976
- Gastrochilus fargesii (Kraenzl.) Schltr. 1919
- Gastrochilus formosanus (Hayata) Hayata 1915
- Gastrochilus fuscopunctatus (Hayata) Hayata 1917
- Gastrochilus garhwalensis Z.H.Tsi 1996
- Gastrochilus gongshanensis Z.H.Tsi 1996
- Gastrochilus guangtungensis Z.H.Tsi 1996
- Gastrochilus hainanensis Z.H.Tsi 1989
- Gastrochilus hoii T.P.Lin 1987
- Gastrochilus inconspicuus (Hook.f.) Kuntze 1891
- Gastrochilus intermedius (Griff. ex Lindl.) Kuntze 1891
- Gastrochilus japonicus (Makino) Schltr. 1913
- Gastrochilus linearifolius Z.H.Tsi & Garay 1996
- Gastrochilus malipoensis X.H.Jin & S.C.Chen 2007
- Gastrochilus matsudae Hayata 1920
- Gastrochilus matsuran (Makino) Schltr. 1919
- Gastrochilus minutiflorus Aver. 1997

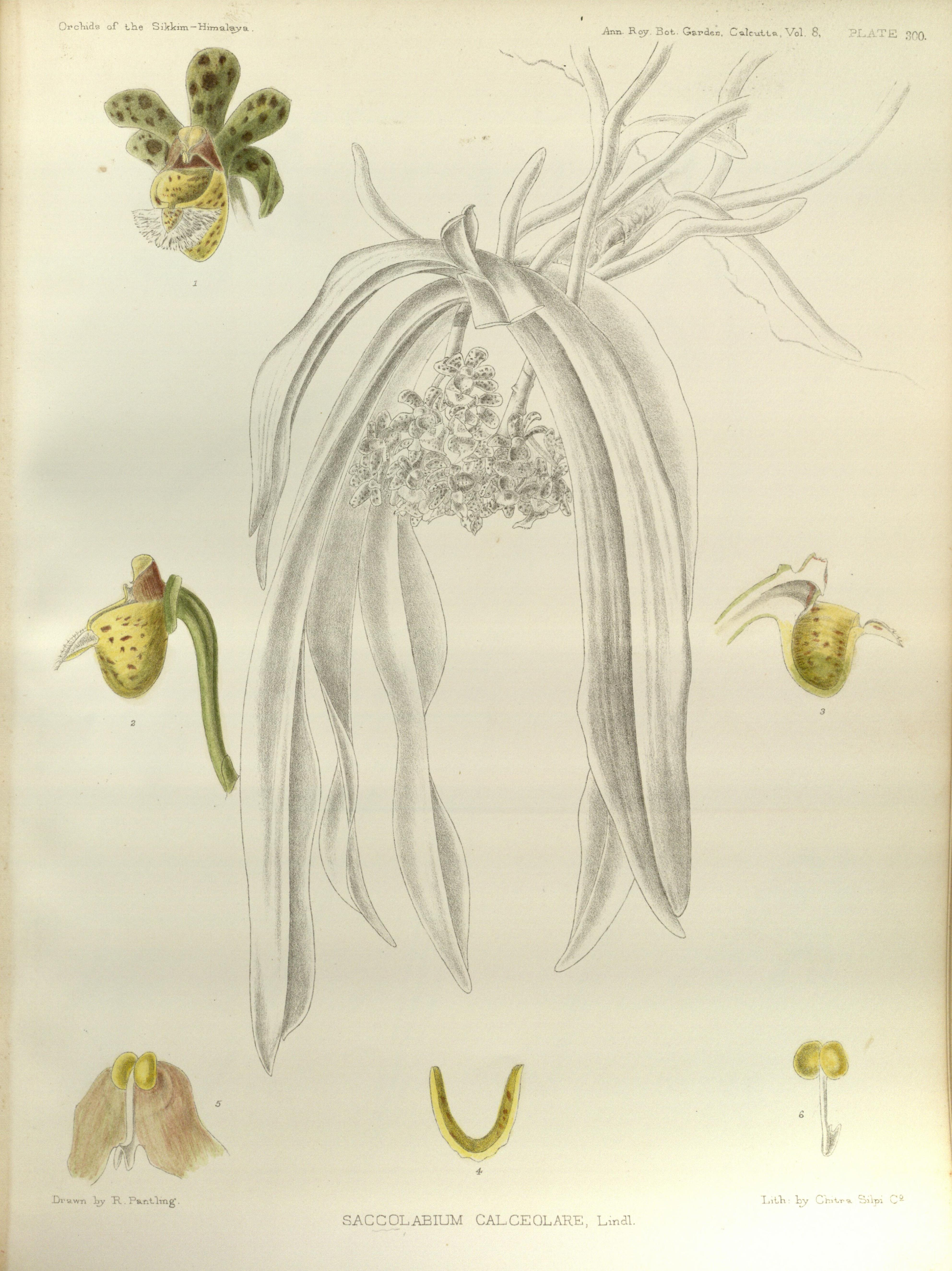
Gastrochilus calceolaris

- Gastrochilus nanchuanensis Z.H.Tsi 1996
- Gastrochilus nanus Z.H.Tsi 1990
- Gastrochilus obliquus (Lindl.) Kuntze 1891
- Gastrochilus patinatus (Ridl.) Schltr. 1913
- Gastrochilus pechei (Rchb.f.) Kuntze 1891
- Gastrochilus platycalcaratus (Rolfe) Schltr. 1914
- Gastrochilus pseudodistichus (King & Pantl.) Schltr. 1913
- Gastrochilus puncticulatus Cavestro 2000
- Gastrochilus rantabunensis C.H.Chow ex T.P.Lin 1987
- Gastrochilus raraensis Fukuy. 1934
- Gastrochilus rutilans Seidenf. 1988
- Gastrochilus saccatus Z.H.Tsi 1996
- Gastrochilus sessanicus A.N.Rao 1997
- Gastrochilus simplicilabius Aver. 1997
- Gastrochilus sinensis Z.H.Tsi 1989
- Gastrochilus somai (Hayata) Hayata 1915
- Gastrochilus sonamii Lucksom 2003
- Gastrochilus sororius Schltr. 1913
- Gastrochilus suavis Seidenf. 1988
- Gastrochilus subpapillosus Z.H.Tsi 1996
- Gastrochilus sukhakulii Seidenf. 1995
- Gastrochilus sumatranus J.J.Sm. 1927
- Gastrochilus sutepensis (Rolfe ex Downie) Seidenf. & Smitinand 1963
- Gastrochilus toramanus (Makino) Schltr. 1919
- Gastrochilus xuanenensis Z.H.Tsi 1982
- Gastrochilus yunnanensis Schltr. 1919

### Ботанические иллюстрации
Из книги G. King and R. Pantling. «The Orchids of the Sikkim-Himalaya» 1898 г.

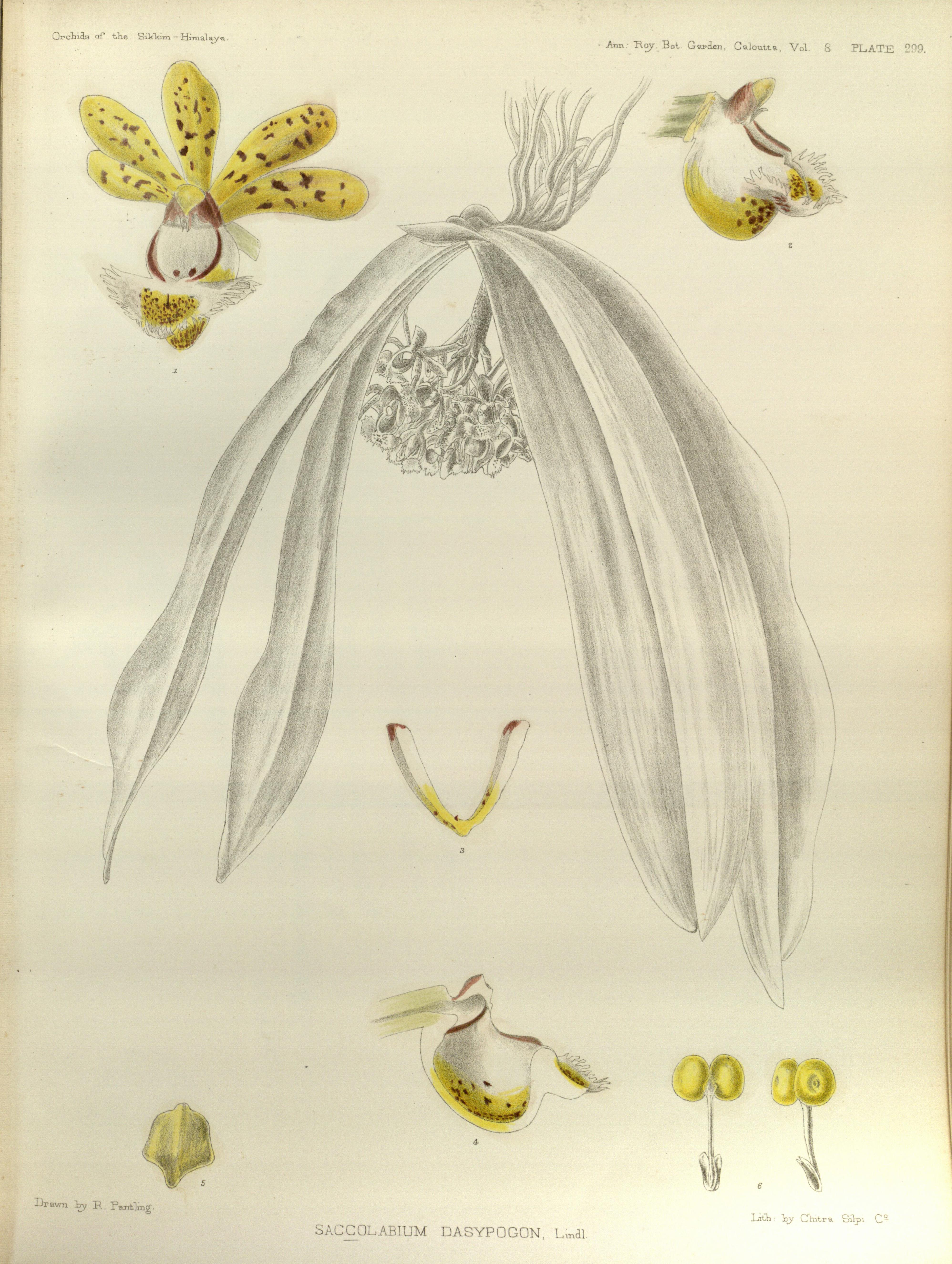
Gastrochilus obliquus
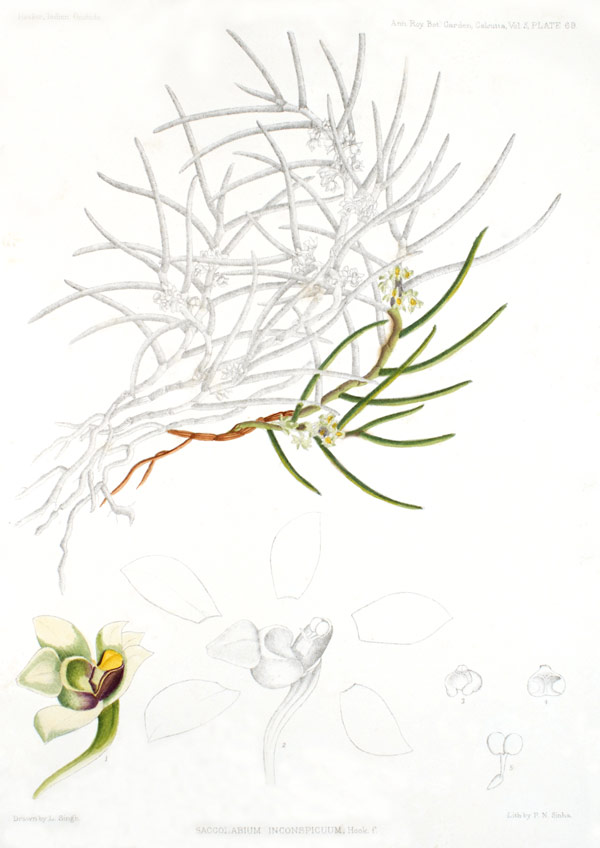
Gastrochilus inconspicuus
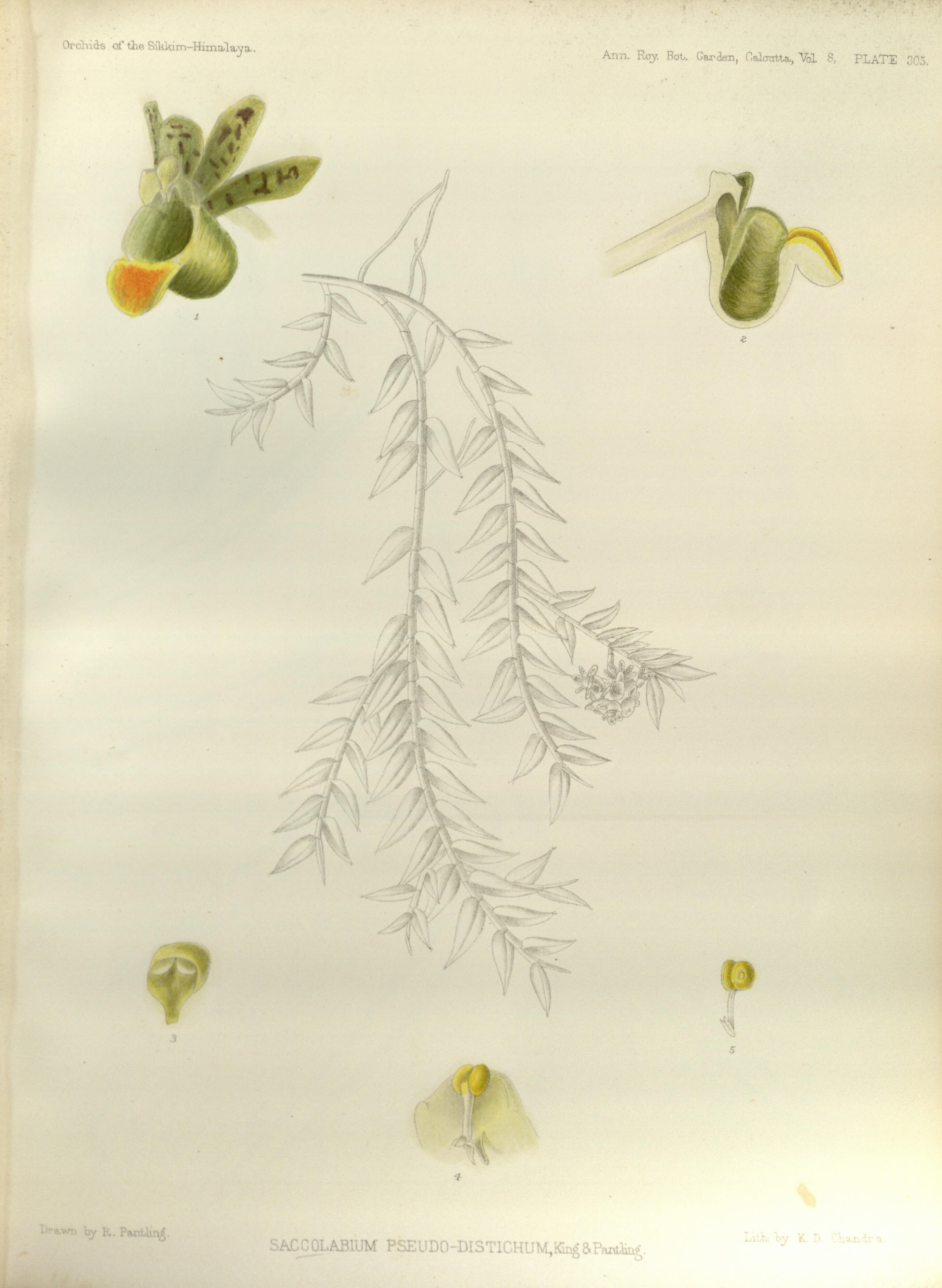
Gastrochilus pseudodistichus

## Гастрохилюс в культуре
Температурная группа — за редким исключением, тёплая и умеренная. 
 Как и многим другим представителям трибы Vandeae для хорошего роста и цветения гастрохилюсам необходимо хорошее освещение.
Для большинства видов лучший способ посадки — на блок. Так же их культивируют в горшках или корзинках.
Субстрат — кора хвойных пород, перепревшие листья, торф и древесный уголь (2:2:1:1) или чистая сосновая кора средней фракции.
Требуют повышенной влажности воздуха и обильного полива в период роста, однако плохо переносят чрезмерно влажный субстрат. В летние месяцы растения слегка притеняют от прямых солнечных лучей. 
 Во время интенсивного роста желательна подкормка комплексным удобрением разработанным специально для орхидей.

## Названия межродовых гибридов с участиемGastrochilus
По данным The International Orchid Register .
- Gastrochilus × Ascocentrum × Luisia = Ascogastisia
- Gastrochilus × Ascocentrum × Vanda = Eastonara
- Gastrochilus × Cleisostoma = Gastrostoma
- Gastrochilus × Doritis = Gastritis
- Gastrochilus × Doritis × Phalaenopsis = Lichtara
- Gastrochilus × Luisia = Gastisia
- Gastrochilus × Luisia × Pomatocalpa = Gastisocalpa
- Gastrochilus × Pelatantheria = Pelachilus
- Gastrochilus × Renanthera = Gastrothera
- Gastrochilus × Sarcochilus = Gastrosarcochilus
- Gastrochilus × Trichoglottis = Gastrochiloglottis